# Lee Soon-ok
Lee Soon Ok 이순옥 (født 1947) er en fremtrædende tidligere politisk fange og afhopper fra Nordkorea, der nu bor i Sydkorea.
| Biografi | Spire Denne biografi er en spire som bør udbygges. Du er velkommen til at hjælpe Wikipedia ved at udvide den. |